# Venturi-Durchflussmessung

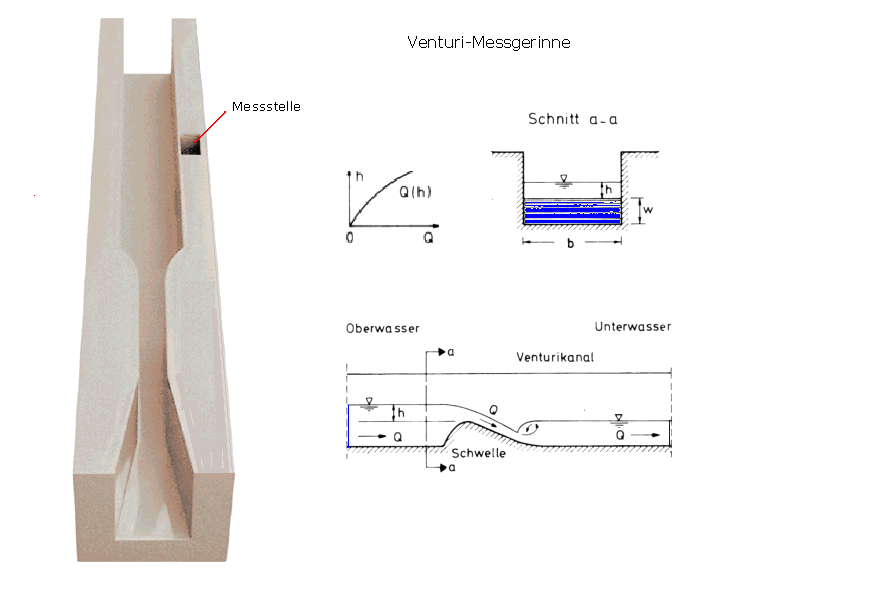
Venturikanal Ansicht und Schnitt

Die Venturi-Durchflussmessung bezeichnet eine auf Füllstandmesswerte und mathematische Algorithmen gestützte Durchflussmesseinrichtung in Verbindung mit einem Venturikanal. Die Venturi-Durchflussmessung ist nach dem italienischen Physiker Giovanni Battista Venturi (1746–1822) benannt.

## Wirkprinzip

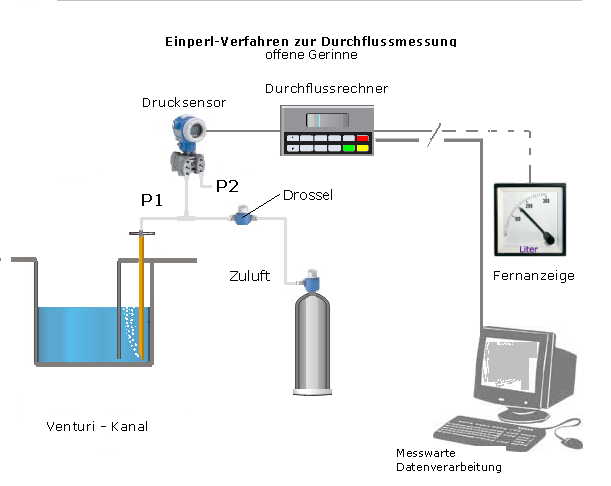
Durchflussmessung Venturi-Kanal

Beim Venturikanal handelt es sich um einen Gerinneabschnitt mit einer seitlichen Querschnitteinschnürung und einer optionalen Anhöhung am Kanalboden. Er dient zur Abflussmessung und gehört zu den hydraulischen Durchflussmessmethoden (wie auch z. B. das Messwehr). Am häufigsten wurden Venturi-Kanal-Messungen im Zu- oder Ablauf von Kläranlagen angewandt.
Infolge der Querschnittseinengung tritt in der Strömung eine hydraulische Abflusskontrolle auf. Dies ist gleichbedeutend mit dem Auftreten der kritischen Tiefe oder Grenztiefe. Unterstrom des Querschnittes mit Grenztiefe liegt bei Rückstaufreiheit (ist Grundbedingung für die Funktion des Venturi-Kanals) ein Stück mit schießendem Abfluss vor. Dieser schießende Abfluss hält Einflüsse des Unterwassers fern, so dass durch die Abflusskontrolle eine stationäre Beziehung zwischen Oberwasserstand und Abfluss gilt. Diese Beziehung wird Abflusskurve des Venturi-Kanals (englisch rating curve oder head-discharge-relation) genannt. Sie wird bei der Abflussmessung dazu benutzt, aus dem gemessenen Oberwasserstand einen Abfluss abzuleiten. Der ideale Messbereich liegt bei 10 l/s bis 5 m³/s.
Die gesamte Messrinne besteht in der Regel aus 5 Teilen, der Zulauf- oder auch Beruhigungsstrecke, der Einschnürungs- bzw. Verziehungsstrecke, dem Engpassquerschnitt (auch Drosselstrecke genannt, kann kurz oder länger sein), der Wiederaufweitung und der Nachlaufstrecke.
Der Wasserstand wird typischerweise mit Ultraschall-Echoloten ein Stück oberstrom des Verziehungsbeginns berührungslos gemessen. Bezugsniveau für den Wasserstand ist die Sohlhöhe im Engpassquerschnitt (nicht die Sohle unter dem Sensor!). Im Messumformer des Ultraschall-Messgeräts ist die Abflusskurve als Formel oder Polygonzug (h-Q-Wertepaare in Tabelle) abgelegt. Der Umformer setzt die gemessene Höhe mit dieser Abflusskurve (auch Linearisierungskurve genannt) in einen Abfluss um. In der Regel ist im Umformer auch noch eine Integrationsfunktion enthalten, so dass der Umformer die Momentanwerte des Abflusses (Q z. B. in l/s) zu Mengen (z. B. m³) integriert. In der Regel wird dann vom Umformer bei jeder erreichten Einheits-Menge ein Impuls (meist als Relaiskontakt) an einen externen Zähler ausgegeben. Die Einheitsmenge für die Impulsausgabe wird auch Impulswertigkeit genannt und kann vom Einrichter im Umformer festgelegt werden (meist 1 Impuls pro Kubikmeter).
Bei den Venturi-Kanälen sind unterschiedliche Grundtypen im Einsatz, die unterteilt werden können:
- Standard-Kanäle nach DIN 19 559, Teil 2
- Bauartkalibrierte Rinnen, die als Fertigteile eingebaut werden, in verschiedenen Formen Khafagi-Venturi, Parshall-Rinne, Palmer-Bowlus-Rinne etc.
- Sonderformen

Die wichtigste Auswirkung dieser Typisierung betrifft die Abflusskurve. Für Standardventurikanäle nach DIN 19559 kann die Abflusskurve nach einer dort angegebenen Formel berechnet werden. Für die anderen Standardformen werden die Abflusskurven vom Hersteller als Formel oder Kurve (Tabelle) angegeben.

## Anwendungen
Hauptsächlich Kläranlagen:
- Rohabwasser
- gereinigtes Abwasser
- Schlammwasser

Entlastungsmessung an Regenentlastungen

## Messsysteme

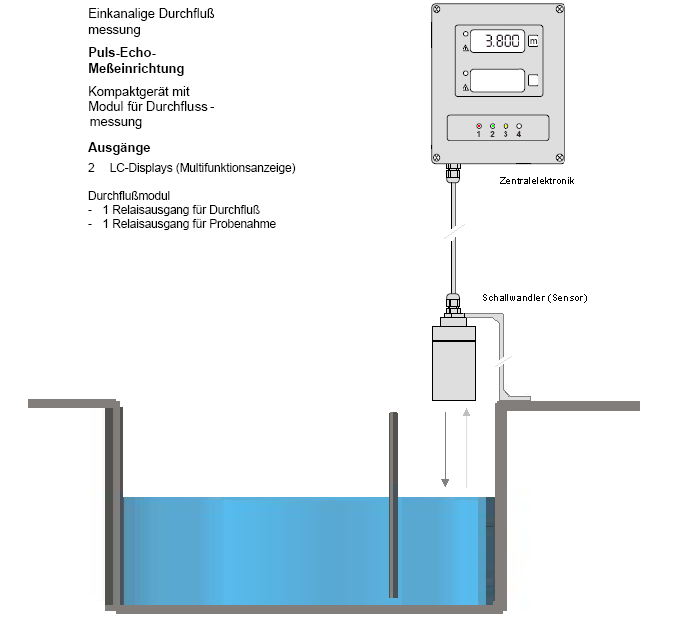
Ultraschall

Für die Wasserstandsmessungen war in der Vergangenheit eine Vielzahl von unterschiedlichen Systemen im Einsatz, die von analogen Systemen mit Schwimmer und Potentiometer über Lufteinperlungen bis hin zu den ersten einfachen Ultraschallsystemen reichten. Heute sind praktisch nur noch mikroprozessorgesteuerte Geräte mit berührungslos messenden Ultraschallsensoren im Einsatz.
- Ultraschall

## Vorteile
Bei Abwasser-Durchflussmessung wird der Venturi-Kanal nach und nach durch magnetisch-induktive Durchflussmesser ersetzt. Einzelheiten siehe auch: DIN 19 559. Er besitzt aber immer noch Vorteile wegen der Zugänglichkeit und Überprüfbarkeit der Messstrecke sowie der guten Überprüfbarkeit der Systemkomponenten. Wenn im Oberwasser des Venturi-Kanals ein Höhenfestpunkt angelegt wurde, kann z. B. der Durchfluss jederzeit mit einem Meterstab und der Abflusskurve gemessen werden.

## Nachteile
- Die gesamte Messrinne (siehe oben) benötigt eine erhebliche Länge vom ca. 15-fachen der Kanalbreite.
- Im Oberwasser dürfen keine die Strömung störenden Einbauten (z. B. Probenahmeansaugsysteme) im Wasser sein.
- Es darf auf keinen Fall über längere Zeit Rückstau vom Unterwasser auftreten.
- Durch Sielhautbewuchs in der Engstelle wird der maßgebliche Querschnitt verringert, so dass systematische und erhebliche Messfehler in Richtung einer Überschätzung der Abflüsse auftreten. Deshalb ist eine regelmäßige Reinigung nötig.
- Für Rohabwasser liegt der kleinste messbare Durchfluss bei etwa 5 l/s. Die Mindestwassertiefe zur Bestimmung des Abflusses liegt bei 3 cm.
- Ablagerungsgefahr im Oberwasserkanal, der ebenfalls durch Reinigung begegnet werden muss.